# 吉喆
參數所指定的目標頁面不存在，建議更正成存在頁面或直接建立下列一個頁面（建立前請先搜尋是否有合適的存在頁面可以取代）：
- 吉喆 (香港)

吉喆（1986年10月14日—2019年12月5日），辽宁沈阳人，中国篮球运动员，司职大前锋，曾效力于北京鸭篮球俱乐部。吉喆是一名移动速度很快的内线球员，但限于身材，对抗能力一般，防守积极性高，回防拦截能力较强。
2019年12月5日因肺癌去世，享年33岁。12月10日，北京鸭退役其51号球衣。